# Датчики рівня
Да́тчики рі́вня
Автоматичний контроль рівнів різних середовищ — необхідна умова при управлінні рядом технологічних процесів і автоматизації роботи деяких машин: автоматизація заповнення бункерів сипким матеріалом, стабілізація рівнів пульп (напр. вакуум-фільтрах, флотаційних машинах, зумпфах і т.ін.).
Засоби і схеми контролю рівнів середовищ класифікуються на безперервні (аналогові) і дискретні (релейні).
- Аналогові рівнеміри застосовуються при необхідності отримання безперервної інформації про поточне значення рівнів, наприклад, при автоматичному управлінні процесами і апаратами.
- Дискретні рівнеміри контролюють фіксований (заданий) рівень середовища.

Вид інформації про значення рівня в цьому випадку — оптична і звукова сигналізація.
За способом контролю рівня існує ширша класифікація. Найчастіше застосовують рівнеміри: гідростатичні, електродні, поплавкові, буйкові, п'єзометричні, ємнісні, радарні (в тому числі контактні, хвильоводні ), радіоізотопні, фотометричні та ін.